# Gran Tuc de Crabes
El Gran Tuc de Crabes és una muntanya que es troba al terme municipal d'Espot, a la comarca del Pallars Sobirà, i dins del Parc Nacional d'Aigüestortes i Estany de Sant Maurici.

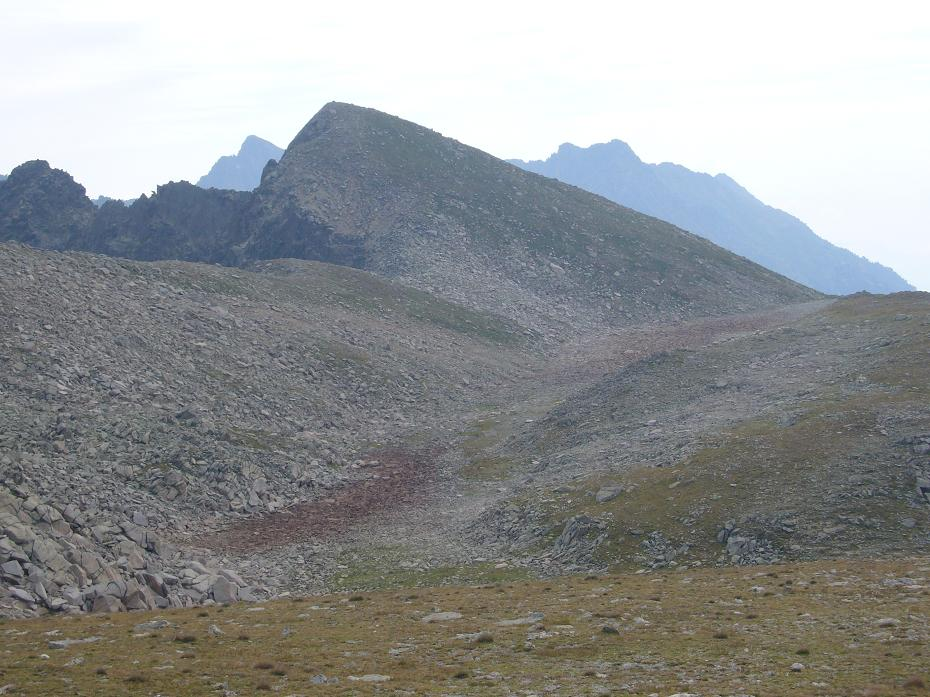
El Gran Tuc de Crabes des de la coma del Bergús

El pic, de 2.791,2 metres, s'alça en el punt d'intersecció de les carenes que delimiten Colomers d'Espot (SO), la Vall de Ratera (NE) i la Coma del Bergús (E); amb el Tuc del Bergús a l'oest, les Agulles de Crabes al nord-est i el Coll del Bergús al sud-est.

## Rutes[2]
Diverses són les alternatives que ens porten al pletiu que, a l'oest, s'estén entre el cim i el Tuc del Bergús; punt des d'on fàcilment es guanya el pic.
- Per Colomers d'Espot: des del desguàs de l'Estany del Bergús, vorejant el llac per qualsevol de les seves ribes i remuntant cap al nord.
- Pel Circ de Colomèrs: guanyant el Portau de Colomèrs i, un cop a Colomers d'Espot, buscant enllaçar amb el tram final de la ruta anterior.
- Dues són les alternatives per la Vall de Ratera.
  - Vorejant l'Estany del Port de Ratera pel sud i remuntant la collada situada a ponent del cim.
  - Remuntant la Canal del Bergús, que al nord de l'Estany de les Obagues de Ratera, puja al Coll del Bergús.